# Liste des planètes mineures (748001-749000)
Voici la liste des planètes mineures numérotées de 748001 à 749000. Les planètes mineures sont numérotées lorsque leur orbite est confirmée, ce qui peut parfois se produire longtemps après leur découverte. Elles sont classées ici par leur numéro.

## Planètes mineures 748001 à 749000
- (748001) 2013 CP209
- (748002) 2013 CK211
- (748003) 2013 CB216
- (748004) 2013 CK216
- (748005) 2013 CV216
- (748006) 2013 CK218
- (748007) 2013 CT224
- (748008) 2013 CY225
- (748009) 2013 CU226
- (748010) 2013 CR228
- (748011) 2013 CM230
- (748012) 2013 CA231
- (748013) 2013 CQ233
- (748014) 2013 CS233
- (748015) 2013 CV233
- (748016) 2013 CC234
- (748017) 2013 CM234
- (748018) 2013 CW235
- (748019) 2013 CB236
- (748020) 2013 CC242
- (748021) 2013 CM242
- (748022) 2013 CL246
- (748023) 2013 CS246
- (748024) 2013 CR248
- (748025) 2013 CE251
- (748026) 2013 CN254
- (748027) 2013 CD256
- (748028) 2013 DE3
- (748029) 2013 DT4
- (748030) 2013 DZ4
- (748031) 2013 DL7
- (748032) 2013 DB10
- (748033) 2013 DX11
- (748034) 2013 DK14
- (748035) 2013 DE17
- (748036) 2013 DV17
- (748037) 2013 DU21
- (748038) 2013 DT22
- (748039) 2013 EK
- (748040) 2013 ES5
- (748041) 2013 EJ8
- (748042) 2013 ED9
- (748043) 2013 EM9
- (748044) 2013 EN17
- (748045) 2013 EK18
- (748046) 2013 EW18
- (748047) 2013 ED22
- (748048) 2013 ET23
- (748049) 2013 EE28
- (748050) 2013 EO29
- (748051) 2013 EQ29
- (748052) 2013 EE30
- (748053) 2013 EJ30
- (748054) 2013 EX30
- (748055) 2013 EQ33
- (748056) 2013 EW40
- (748057) 2013 ET41
- (748058) 2013 ED57
- (748059) 2013 EC59
- (748060) 2013 EF61
- (748061) 2013 ER66
- (748062) 2013 EJ67
- (748063) 2013 EY67
- (748064) 2013 EY76
- (748065) 2013 EG80
- (748066) 2013 EL83
- (748067) 2013 EC84
- (748068) 2013 ET84
- (748069) 2013 ED86
- (748070) 2013 EY86
- (748071) 2013 ET90
- (748072) 2013 EY90
- (748073) 2013 EE91
- (748074) 2013 EH91
- (748075) 2013 ET92
- (748076) 2013 EL99
- (748077) 2013 EZ100
- (748078) 2013 ED101
- (748079) 2013 EJ105
- (748080) 2013 EA108
- (748081) 2013 EU109
- (748082) 2013 EO110
- (748083) 2013 EY110
- (748084) 2013 EJ117
- (748085) 2013 EL118
- (748086) 2013 EM119
- (748087) 2013 EH120
- (748088) 2013 ER123
- (748089) 2013 EG124
- (748090) 2013 EP126
- (748091) 2013 EF137
- (748092) 2013 ET142
- (748093) 2013 EB150
- (748094) 2013 ES152
- (748095) 2013 EU154
- (748096) 2013 EV154
- (748097) 2013 EE155
- (748098) 2013 EV156
- (748099) 2013 ET158
- (748100) 2013 EO159
- (748101) 2013 EX159
- (748102) 2013 EE163
- (748103) 2013 EV163
- (748104) 2013 EC164
- (748105) 2013 EK167
- (748106) 2013 EK168
- (748107) 2013 EE170
- (748108) 2013 EF173
- (748109) 2013 EC174
- (748110) 2013 FP
- (748111) 2013 FV3
- (748112) 2013 FZ4
- (748113) 2013 FQ7
- (748114) 2013 FQ8
- (748115) 2013 FY8
- (748116) 2013 FO10
- (748117) 2013 FT14
- (748118) 2013 FN16
- (748119) 2013 FB18
- (748120) 2013 FS25
- (748121) 2013 FE27
- (748122) 2013 FN28
- (748123) 2013 FA29
- (748124) 2013 GB
- (748125) 2013 GA3
- (748126) 2013 GJ3
- (748127) 2013 GD7
- (748128) 2013 GW11
- (748129) 2013 GT13
- (748130) 2013 GK14
- (748131) 2013 GR16
- (748132) 2013 GD18
- (748133) 2013 GM19
- (748134) 2013 GG20
- (748135) 2013 GB24
- (748136) 2013 GD32
- (748137) 2013 GD35
- (748138) 2013 GH40
- (748139) 2013 GW43
- (748140) 2013 GR44
- (748141) 2013 GH45
- (748142) 2013 GG55
- (748143) 2013 GJ55
- (748144) 2013 GQ63
- (748145) 2013 GT63
- (748146) 2013 GC67
- (748147) 2013 GG69
- (748148) 2013 GB74
- (748149) 2013 GG74
- (748150) 2013 GV84
- (748151) 2013 GH88
- (748152) 2013 GO88
- (748153) 2013 GQ90
- (748154) 2013 GD95
- (748155) 2013 GH96
- (748156) 2013 GE97
- (748157) 2013 GY101
- (748158) 2013 GB106
- (748159) 2013 GS125
- (748160) 2013 GJ128
- (748161) 2013 GH129
- (748162) 2013 GG135
- (748163) 2013 GS135
- (748164) 2013 GT139
- (748165) 2013 GM140
- (748166) 2013 GE141
- (748167) 2013 GT141
- (748168) 2013 GY141
- (748169) 2013 GG142
- (748170) 2013 GW143
- (748171) 2013 GF147
- (748172) 2013 GQ150
- (748173) 2013 GC152
- (748174) 2013 GF152
- (748175) 2013 GJ152
- (748176) 2013 GH153
- (748177) 2013 GH158
- (748178) 2013 HU4
- (748179) 2013 HA6
- (748180) 2013 HV7
- (748181) 2013 HH17
- (748182) 2013 HY25
- (748183) 2013 HM26
- (748184) 2013 HJ30
- (748185) 2013 HG34
- (748186) 2013 HZ35
- (748187) 2013 HT36
- (748188) 2013 HU38
- (748189) 2013 HY49
- (748190) 2013 HJ55
- (748191) 2013 HW58
- (748192) 2013 HQ59
- (748193) 2013 HX59
- (748194) 2013 HQ62
- (748195) 2013 HD71
- (748196) 2013 HP71
- (748197) 2013 HB72
- (748198) 2013 HS72
- (748199) 2013 HR76
- (748200) 2013 HH81
- (748201) 2013 HJ84
- (748202) 2013 HX93
- (748203) 2013 HE102
- (748204) 2013 HD122
- (748205) 2013 HL125
- (748206) 2013 HG128
- (748207) 2013 HS128
- (748208) 2013 HQ145
- (748209) 2013 HF157
- (748210) 2013 HO157
- (748211) 2013 HG158
- (748212) 2013 HT158
- (748213) 2013 HU158
- (748214) 2013 JW6
- (748215) 2013 JV12
- (748216) 2013 JJ20
- (748217) 2013 JF26
- (748218) 2013 JU27
- (748219) 2013 JP30
- (748220) 2013 JF31
- (748221) 2013 JN31
- (748222) 2013 JL33
- (748223) 2013 JP35
- (748224) 2013 JC45
- (748225) 2013 JL45
- (748226) 2013 JU45
- (748227) 2013 JQ46
- (748228) 2013 JC49
- (748229) 2013 JW56
- (748230) 2013 JA63
- (748231) 2013 JP67
- (748232) 2013 JA68
- (748233) 2013 JT68
- (748234) 2013 JV68
- (748235) 2013 JZ70
- (748236) 2013 JW71
- (748237) 2013 JC75
- (748238) 2013 JE77
- (748239) 2013 KC1
- (748240) 2013 KU6
- (748241) 2013 KE7
- (748242) 2013 KU7
- (748243) 2013 KK13
- (748244) 2013 KQ15
- (748245) 2013 KB16
- (748246) 2013 LV6
- (748247) 2013 LK9
- (748248) 2013 LY12
- (748249) 2013 LJ14
- (748250) 2013 LM14
- (748251) 2013 LE19
- (748252) 2013 LM25
- (748253) 2013 LV26
- (748254) 2013 LD27
- (748255) 2013 LL28
- (748256) 2013 LT29
- (748257) 2013 LV30
- (748258) 2013 LL31
- (748259) 2013 LV36
- (748260) 2013 LX36
- (748261) 2013 LH37
- (748262) 2013 LY38
- (748263) 2013 LZ38
- (748264) 2013 LE39
- (748265) 2013 LG42
- (748266) 2013 LA43
- (748267) 2013 MU1
- (748268) 2013 MV1
- (748269) 2013 MU2
- (748270) 2013 MQ4
- (748271) 2013 MU5
- (748272) 2013 MF8
- (748273) 2013 MG10
- (748274) 2013 MS12
- (748275) 2013 MT12
- (748276) 2013 MG14
- (748277) 2013 ML14
- (748278) 2013 MV15
- (748279) 2013 MY15
- (748280) 2013 MK20
- (748281) 2013 NN4
- (748282) 2013 NG5
- (748283) 2013 NV6
- (748284) 2013 NX7
- (748285) 2013 NW8
- (748286) 2013 NZ10
- (748287) 2013 NK15
- (748288) 2013 NZ16
- (748289) 2013 NC17
- (748290) 2013 NN18
- (748291) 2013 NR22
- (748292) 2013 NN23
- (748293) 2013 NH29
- (748294) 2013 ND33
- (748295) 2013 NV33
- (748296) 2013 NX33
- (748297) 2013 NZ38
- (748298) 2013 NU41
- (748299) 2013 NP42
- (748300) 2013 NK46
- (748301) 2013 NR50
- (748302) 2013 NU52
- (748303) 2013 NB54
- (748304) 2013 OX
- (748305) 2013 ON4
- (748306) 2013 OC5
- (748307) 2013 OQ6
- (748308) 2013 OE10
- (748309) 2013 OO11
- (748310) 2013 OD13
- (748311) 2013 OW14
- (748312) 2013 PQ1
- (748313) 2013 PQ2
- (748314) 2013 PR2
- (748315) 2013 PA3
- (748316) 2013 PO3
- (748317) 2013 PR5
- (748318) 2013 PV6
- (748319) 2013 PB9
- (748320) 2013 PO11
- (748321) 2013 PH18
- (748322) 2013 PK19
- (748323) 2013 PX22
- (748324) 2013 PS24
- (748325) 2013 PW24
- (748326) 2013 PN26
- (748327) 2013 PF27
- (748328) 2013 PV31
- (748329) 2013 PS32
- (748330) 2013 PB41
- (748331) 2013 PL42
- (748332) 2013 PS44
- (748333) 2013 PL46
- (748334) 2013 PO49
- (748335) 2013 PR51
- (748336) 2013 PZ52
- (748337) 2013 PA53
- (748338) 2013 PY57
- (748339) 2013 PB61
- (748340) 2013 PK62
- (748341) 2013 PE63
- (748342) 2013 PZ65
- (748343) 2013 PM66
- (748344) 2013 PN67
- (748345) 2013 PJ69
- (748346) 2013 PL72
- (748347) 2013 PB76
- (748348) 2013 PT77
- (748349) 2013 PV80
- (748350) 2013 PO81
- (748351) 2013 PP81
- (748352) 2013 PQ82
- (748353) 2013 PG84
- (748354) 2013 PU84
- (748355) 2013 PL89
- (748356) 2013 PU90
- (748357) 2013 PJ91
- (748358) 2013 PS91
- (748359) 2013 PQ92
- (748360) 2013 PB101
- (748361) 2013 PG101
- (748362) 2013 PD106
- (748363) 2013 PP106
- (748364) 2013 PW113
- (748365) 2013 QY2
- (748366) 2013 QA4
- (748367) 2013 QL6
- (748368) 2013 QV6
- (748369) 2013 QS7
- (748370) 2013 QO8
- (748371) 2013 QR9
- (748372) 2013 QB10
- (748373) 2013 QF10
- (748374) 2013 QP13
- (748375) 2013 QA14
- (748376) 2013 QV14
- (748377) 2013 QJ15
- (748378) 2013 QQ15
- (748379) 2013 QK16
- (748380) 2013 QH19
- (748381) 2013 QP20
- (748382) 2013 QR21
- (748383) 2013 QS21
- (748384) 2013 QD22
- (748385) 2013 QK24
- (748386) 2013 QJ31
- (748387) 2013 QB32
- (748388) 2013 QU32
- (748389) 2013 QW33
- (748390) 2013 QR38
- (748391) 2013 QP39
- (748392) 2013 QY41
- (748393) 2013 QU43
- (748394) 2013 QE45
- (748395) 2013 QM46
- (748396) 2013 QV47
- (748397) 2013 QO49
- (748398) 2013 QP49
- (748399) 2013 QA51
- (748400) 2013 QX55
- (748401) 2013 QM58
- (748402) 2013 QP60
- (748403) 2013 QB61
- (748404) 2013 QE64
- (748405) 2013 QX64
- (748406) 2013 QC65
- (748407) 2013 QB66
- (748408) 2013 QR66
- (748409) 2013 QU66
- (748410) 2013 QY68
- (748411) 2013 QG70
- (748412) 2013 QY70
- (748413) 2013 QK72
- (748414) 2013 QE73
- (748415) 2013 QP77
- (748416) 2013 QB78
- (748417) 2013 QT80
- (748418) 2013 QJ81
- (748419) 2013 QY81
- (748420) 2013 QB83
- (748421) 2013 QE85
- (748422) 2013 QY89
- (748423) 2013 QA91
- (748424) 2013 QR92
- (748425) 2013 QO93
- (748426) 2013 QV96
- (748427) 2013 QR97
- (748428) 2013 QU97
- (748429) 2013 QY97
- (748430) 2013 QO100
- (748431) 2013 RT
- (748432) 2013 RF1
- (748433) 2013 RV3
- (748434) 2013 RW4
- (748435) 2013 RR6
- (748436) 2013 RS7
- (748437) 2013 RJ8
- (748438) 2013 RS8
- (748439) 2013 RF9
- (748440) 2013 RH10
- (748441) 2013 RO12
- (748442) 2013 RZ19
- (748443) 2013 RV20
- (748444) 2013 RU21
- (748445) 2013 RM23
- (748446) 2013 RV27
- (748447) 2013 RT35
- (748448) 2013 RS37
- (748449) 2013 RX37
- (748450) 2013 RZ37
- (748451) 2013 RK40
- (748452) 2013 RD43
- (748453) 2013 RF43
- (748454) 2013 RY43
- (748455) 2013 RJ45
- (748456) 2013 RE48
- (748457) 2013 RG48
- (748458) 2013 RH48
- (748459) 2013 RR48
- (748460) 2013 RJ51
- (748461) 2013 RM53
- (748462) 2013 RV56
- (748463) 2013 RO58
- (748464) 2013 RJ59
- (748465) 2013 RF60
- (748466) 2013 RH64
- (748467) 2013 RE71
- (748468) 2013 RX71
- (748469) 2013 RA72
- (748470) 2013 RH76
- (748471) 2013 RJ77
- (748472) 2013 RE79
- (748473) 2013 RN80
- (748474) 2013 RL82
- (748475) 2013 RA83
- (748476) 2013 RE84
- (748477) 2013 RS87
- (748478) 2013 RT89
- (748479) 2013 RT91
- (748480) 2013 RX92
- (748481) 2013 RE96
- (748482) 2013 RH97
- (748483) 2013 RR101
- (748484) 2013 RA104
- (748485) 2013 RM104
- (748486) 2013 RH105
- (748487) 2013 RE107
- (748488) 2013 RK108
- (748489) 2013 RE110
- (748490) 2013 RH110
- (748491) 2013 RJ110
- (748492) 2013 RM110
- (748493) 2013 RK111
- (748494) 2013 RN111
- (748495) 2013 RD112
- (748496) 2013 RC116
- (748497) 2013 RQ119
- (748498) 2013 RT119
- (748499) 2013 RX119
- (748500) 2013 RY119
- (748501) 2013 RA120
- (748502) 2013 RK120
- (748503) 2013 RV120
- (748504) 2013 RE121
- (748505) 2013 RZ121
- (748506) 2013 RF122
- (748507) 2013 RY124
- (748508) 2013 RW125
- (748509) 2013 RD126
- (748510) 2013 RT126
- (748511) 2013 RS129
- (748512) 2013 RJ131
- (748513) 2013 RL131
- (748514) 2013 RX131
- (748515) 2013 RJ132
- (748516) 2013 RO132
- (748517) 2013 RM135
- (748518) 2013 RU136
- (748519) 2013 RG143
- (748520) 2013 RP143
- (748521) 2013 RA152
- (748522) 2013 ST5
- (748523) 2013 SM8
- (748524) 2013 SV13
- (748525) 2013 SM15
- (748526) 2013 SE20
- (748527) 2013 SG20
- (748528) 2013 SS20
- (748529) 2013 SJ21
- (748530) 2013 SE28
- (748531) 2013 SH29
- (748532) 2013 SZ29
- (748533) 2013 SB31
- (748534) 2013 SE39
- (748535) 2013 SA41
- (748536) 2013 ST41
- (748537) 2013 SJ42
- (748538) 2013 SY43
- (748539) 2013 SZ44
- (748540) 2013 SN49
- (748541) 2013 SR50
- (748542) 2013 SO52
- (748543) 2013 SC53
- (748544) 2013 SB54
- (748545) 2013 SH55
- (748546) 2013 SW57
- (748547) 2013 SP62
- (748548) 2013 SG65
- (748549) 2013 SO65
- (748550) 2013 SS69
- (748551) 2013 SC71
- (748552) 2013 SG71
- (748553) 2013 SR73
- (748554) 2013 SH75
- (748555) 2013 SG78
- (748556) 2013 SX79
- (748557) 2013 SX80
- (748558) 2013 SG81
- (748559) 2013 SS81
- (748560) 2013 SU84
- (748561) 2013 SF91
- (748562) 2013 SJ93
- (748563) 2013 SZ94
- (748564) 2013 SL98
- (748565) 2013 SX98
- (748566) 2013 SW101
- (748567) 2013 ST103
- (748568) 2013 SL104
- (748569) 2013 SM107
- (748570) 2013 SB108
- (748571) 2013 SM108
- (748572) 2013 SE111
- (748573) 2013 SU113
- (748574) 2013 TS1
- (748575) 2013 TX6
- (748576) 2013 TY7
- (748577) 2013 TU10
- (748578) 2013 TG18
- (748579) 2013 TJ23
- (748580) 2013 TY26
- (748581) 2013 TB27
- (748582) 2013 TC29
- (748583) 2013 TU30
- (748584) 2013 TZ30
- (748585) 2013 TP32
- (748586) 2013 TY36
- (748587) 2013 TJ37
- (748588) 2013 TW40
- (748589) 2013 TD41
- (748590) 2013 TR44
- (748591) 2013 TU45
- (748592) 2013 TV48
- (748593) 2013 TL50
- (748594) 2013 TT51
- (748595) 2013 TD53
- (748596) 2013 TA55
- (748597) 2013 TJ55
- (748598) 2013 TG56
- (748599) 2013 TQ56
- (748600) 2013 TH61
- (748601) 2013 TT63
- (748602) 2013 TU64
- (748603) 2013 TB65
- (748604) 2013 TZ67
- (748605) 2013 TA68
- (748606) 2013 TS68
- (748607) 2013 TD71
- (748608) 2013 TB74
- (748609) 2013 TK76
- (748610) 2013 TF77
- (748611) 2013 TB80
- (748612) 2013 TL85
- (748613) 2013 TZ85
- (748614) 2013 TS86
- (748615) 2013 TY90
- (748616) 2013 TO92
- (748617) 2013 TB93
- (748618) 2013 TA95
- (748619) 2013 TB96
- (748620) 2013 TE97
- (748621) 2013 TJ102
- (748622) 2013 TG103
- (748623) 2013 TJ103
- (748624) 2013 TL103
- (748625) 2013 TN104
- (748626) 2013 TF105
- (748627) 2013 TF111
- (748628) 2013 TQ113
- (748629) 2013 TX114
- (748630) 2013 TN117
- (748631) 2013 TJ118
- (748632) 2013 TO120
- (748633) 2013 TM121
- (748634) 2013 TA123
- (748635) 2013 TW128
- (748636) 2013 TU129
- (748637) 2013 TB132
- (748638) 2013 TJ132
- (748639) 2013 TR133
- (748640) 2013 TC134
- (748641) 2013 TJ138
- (748642) 2013 TL138
- (748643) 2013 TC141
- (748644) 2013 TY141
- (748645) 2013 TS143
- (748646) 2013 TP153
- (748647) 2013 TO159
- (748648) 2013 TU159
- (748649) 2013 TZ159
- (748650) 2013 TE160
- (748651) 2013 TN160
- (748652) 2013 TL162
- (748653) 2013 TC163
- (748654) 2013 TH167
- (748655) 2013 TR167
- (748656) 2013 TY169
- (748657) 2013 TV170
- (748658) 2013 TF171
- (748659) 2013 TZ173
- (748660) 2013 TC174
- (748661) 2013 TH174
- (748662) 2013 TK174
- (748663) 2013 TS174
- (748664) 2013 TZ174
- (748665) 2013 TD176
- (748666) 2013 TE176
- (748667) 2013 TK177
- (748668) 2013 TE178
- (748669) 2013 TB181
- (748670) 2013 TF182
- (748671) 2013 TH182
- (748672) 2013 TL182
- (748673) 2013 TQ182
- (748674) 2013 TV182
- (748675) 2013 TM183
- (748676) 2013 TT183
- (748677) 2013 TX183
- (748678) 2013 TH189
- (748679) 2013 TJ189
- (748680) 2013 TL189
- (748681) 2013 TO190
- (748682) 2013 TP190
- (748683) 2013 TN193
- (748684) 2013 TQ193
- (748685) 2013 TQ196
- (748686) 2013 TU196
- (748687) 2013 TC199
- (748688) 2013 TV201
- (748689) 2013 TZ203
- (748690) 2013 TQ209
- (748691) 2013 TR211
- (748692) 2013 TP217
- (748693) 2013 TQ217
- (748694) 2013 TX217
- (748695) 2013 TD223
- (748696) 2013 TP249
- (748697) 2013 UO3
- (748698) 2013 UY3
- (748699) 2013 UA7
- (748700) 2013 UN7
- (748701) 2013 UW7
- (748702) 2013 UZ7
- (748703) 2013 UC9
- (748704) 2013 UB15
- (748705) 2013 UN19
- (748706) 2013 UL22
- (748707) 2013 UM22
- (748708) 2013 UQ26
- (748709) 2013 UO29
- (748710) 2013 UG32
- (748711) 2013 UT32
- (748712) 2013 UU34
- (748713) 2013 UH35
- (748714) 2013 UY36
- (748715) 2013 UO38
- (748716) 2013 UH41
- (748717) 2013 UA50
- (748718) 2013 VP
- (748719) 2013 VQ1
- (748720) 2013 VZ1
- (748721) 2013 VJ4
- (748722) 2013 VM10
- (748723) 2013 VS10
- (748724) 2013 VH11
- (748725) 2013 VL12
- (748726) 2013 VA13
- (748727) 2013 VN14
- (748728) 2013 VV14
- (748729) 2013 VG17
- (748730) 2013 VE18
- (748731) 2013 VL18
- (748732) 2013 VQ20
- (748733) 2013 VK21
- (748734) 2013 VG24
- (748735) 2013 VN24
- (748736) 2013 VK26
- (748737) 2013 VK27
- (748738) 2013 VD28
- (748739) 2013 VA31
- (748740) 2013 VV32
- (748741) 2013 VO43
- (748742) 2013 VC44
- (748743) 2013 VJ48
- (748744) 2013 VM48
- (748745) 2013 VR52
- (748746) 2013 VP54
- (748747) 2013 VM55
- (748748) 2013 VQ56
- (748749) 2013 VZ59
- (748750) 2013 VB60
- (748751) 2013 VJ65
- (748752) 2013 VS67
- (748753) 2013 WR1
- (748754) 2013 WP3
- (748755) 2013 WV10
- (748756) 2013 WN14
- (748757) 2013 WT16
- (748758) 2013 WZ22
- (748759) 2013 WZ26
- (748760) 2013 WA28
- (748761) 2013 WG28
- (748762) 2013 WU28
- (748763) 2013 WV28
- (748764) 2013 WF30
- (748765) 2013 WA35
- (748766) 2013 WJ36
- (748767) 2013 WC41
- (748768) 2013 WN46
- (748769) 2013 WP48
- (748770) 2013 WF50
- (748771) 2013 WN54
- (748772) 2013 WV55
- (748773) 2013 WW56
- (748774) 2013 WQ58
- (748775) 2013 WZ69
- (748776) 2013 WT70
- (748777) 2013 WB77
- (748778) 2013 WR79
- (748779) 2013 WP84
- (748780) 2013 WS84
- (748781) 2013 WX91
- (748782) 2013 WT93
- (748783) 2013 WJ96
- (748784) 2013 WL96
- (748785) 2013 WB110
- (748786) 2013 WE112
- (748787) 2013 WW113
- (748788) 2013 WG117
- (748789) 2013 WW120
- (748790) 2013 WG121
- (748791) 2013 WU126
- (748792) 2013 WC127
- (748793) 2013 WD127
- (748794) 2013 WF127
- (748795) 2013 WA130
- (748796) 2013 WD130
- (748797) 2013 WD133
- (748798) 2013 WX134
- (748799) 2013 WL142
- (748800) 2013 WV142
- (748801) 2013 WS145
- (748802) 2013 XA3
- (748803) 2013 XE4
- (748804) 2013 XM4
- (748805) 2013 XF5
- (748806) 2013 XH9
- (748807) 2013 XZ10
- (748808) 2013 XF16
- (748809) 2013 XZ16
- (748810) 2013 XC18
- (748811) 2013 XQ22
- (748812) 2013 XC28
- (748813) 2013 XS34
- (748814) 2013 XP35
- (748815) 2013 XP37
- (748816) 2013 YZ1
- (748817) 2013 YL6
- (748818) 2013 YE7
- (748819) 2013 YQ7
- (748820) 2013 YF9
- (748821) 2013 YQ9
- (748822) 2013 YC12
- (748823) 2013 YJ21
- (748824) 2013 YS25
- (748825) 2013 YC32
- (748826) 2013 YK32
- (748827) 2013 YD41
- (748828) 2013 YX49
- (748829) 2013 YB52
- (748830) 2013 YD59
- (748831) 2013 YP64
- (748832) 2013 YH67
- (748833) 2013 YE70
- (748834) 2013 YR70
- (748835) 2013 YH76
- (748836) 2013 YK78
- (748837) 2013 YM81
- (748838) 2013 YJ83
- (748839) 2013 YU83
- (748840) 2013 YB85
- (748841) 2013 YW85
- (748842) 2013 YT86
- (748843) 2013 YB89
- (748844) 2013 YT91
- (748845) 2013 YG92
- (748846) 2013 YK92
- (748847) 2013 YS95
- (748848) 2013 YH97
- (748849) 2013 YO102
- (748850) 2013 YQ106
- (748851) 2013 YG113
- (748852) 2013 YB117
- (748853) 2013 YS119
- (748854) 2013 YC121
- (748855) 2013 YT121
- (748856) 2013 YO125
- (748857) 2013 YF129
- (748858) 2013 YV131
- (748859) 2013 YD136
- (748860) 2013 YM139
- (748861) 2013 YR139
- (748862) 2013 YU140
- (748863) 2013 YN143
- (748864) 2013 YV148
- (748865) 2013 YM150
- (748866) 2013 YB153
- (748867) 2013 YC155
- (748868) 2013 YG156
- (748869) 2013 YJ159
- (748870) 2013 YP160
- (748871) 2013 YY160
- (748872) 2013 YM161
- (748873) 2013 YX163
- (748874) 2013 YP164
- (748875) 2013 YT164
- (748876) 2013 YF167
- (748877) 2013 YG169
- (748878) 2014 AY2
- (748879) 2014 AE3
- (748880) 2014 AH5
- (748881) 2014 AZ5
- (748882) 2014 AT6
- (748883) 2014 AR9
- (748884) 2014 AG11
- (748885) 2014 AL11
- (748886) 2014 AP12
- (748887) 2014 AG14
- (748888) 2014 AV17
- (748889) 2014 AO18
- (748890) 2014 AB20
- (748891) 2014 AL24
- (748892) 2014 AO25
- (748893) 2014 AL30
- (748894) 2014 AT31
- (748895) 2014 AW31
- (748896) 2014 AR33
- (748897) 2014 AY34
- (748898) 2014 AZ34
- (748899) 2014 AZ35
- (748900) 2014 AY38
- (748901) 2014 AE39
- (748902) 2014 AB40
- (748903) 2014 AK41
- (748904) 2014 AG42
- (748905) 2014 AL42
- (748906) 2014 AM42
- (748907) 2014 AS42
- (748908) 2014 AJ43
- (748909) 2014 AG44
- (748910) 2014 AB51
- (748911) 2014 AP51
- (748912) 2014 AW51
- (748913) 2014 AQ53
- (748914) 2014 AJ58
- (748915) 2014 AK58
- (748916) 2014 AX59
- (748917) 2014 AS61
- (748918) 2014 AL62
- (748919) 2014 AG63
- (748920) 2014 AG65
- (748921) 2014 AV67
- (748922) 2014 AY67
- (748923) 2014 AX68
- (748924) 2014 AE69
- (748925) 2014 AO69
- (748926) 2014 AV72
- (748927) 2014 AO73
- (748928) 2014 BH7
- (748929) 2014 BM13
- (748930) 2014 BZ13
- (748931) 2014 BZ14
- (748932) 2014 BR15
- (748933) 2014 BU15
- (748934) 2014 BC21
- (748935) 2014 BT21
- (748936) 2014 BU21
- (748937) 2014 BJ24
- (748938) 2014 BE27
- (748939) 2014 BW27
- (748940) 2014 BD33
- (748941) 2014 BA37
- (748942) 2014 BC37
- (748943) 2014 BW37
- (748944) 2014 BN39
- (748945) 2014 BZ40
- (748946) 2014 BB43
- (748947) 2014 BH44
- (748948) 2014 BJ52
- (748949) 2014 BT54
- (748950) 2014 BN59
- (748951) 2014 BU59
- (748952) 2014 BS60
- (748953) 2014 BL61
- (748954) 2014 BF62
- (748955) 2014 BG62
- (748956) 2014 BP62
- (748957) 2014 BZ66
- (748958) 2014 BH69
- (748959) 2014 BC72
- (748960) 2014 BL79
- (748961) 2014 BS79
- (748962) 2014 BX79
- (748963) 2014 BV83
- (748964) 2014 BC84
- (748965) 2014 BG84
- (748966) 2014 BZ86
- (748967) 2014 BS87
- (748968) 2014 CM
- (748969) 2014 CA1
- (748970) 2014 CE3
- (748971) 2014 CV3
- (748972) 2014 CX11
- (748973) 2014 CW16
- (748974) 2014 CC20
- (748975) 2014 CM21
- (748976) 2014 CB25
- (748977) 2014 CM26
- (748978) 2014 CX26
- (748979) 2014 CZ26
- (748980) 2014 CB27
- (748981) 2014 CO27
- (748982) 2014 CZ29
- (748983) 2014 CY30
- (748984) 2014 CK33
- (748985) 2014 CP33
- (748986) 2014 DD2
- (748987) 2014 DV10
- (748988) 2014 DF12
- (748989) 2014 DC17
- (748990) 2014 DL21
- (748991) 2014 DA25
- (748992) 2014 DS31
- (748993) 2014 DY33
- (748994) 2014 DW35
- (748995) 2014 DR36
- (748996) 2014 DB40
- (748997) 2014 DT45
- (748998) 2014 DU47
- (748999) 2014 DN49
- (749000) 2014 DK56